# Barbara Bogen

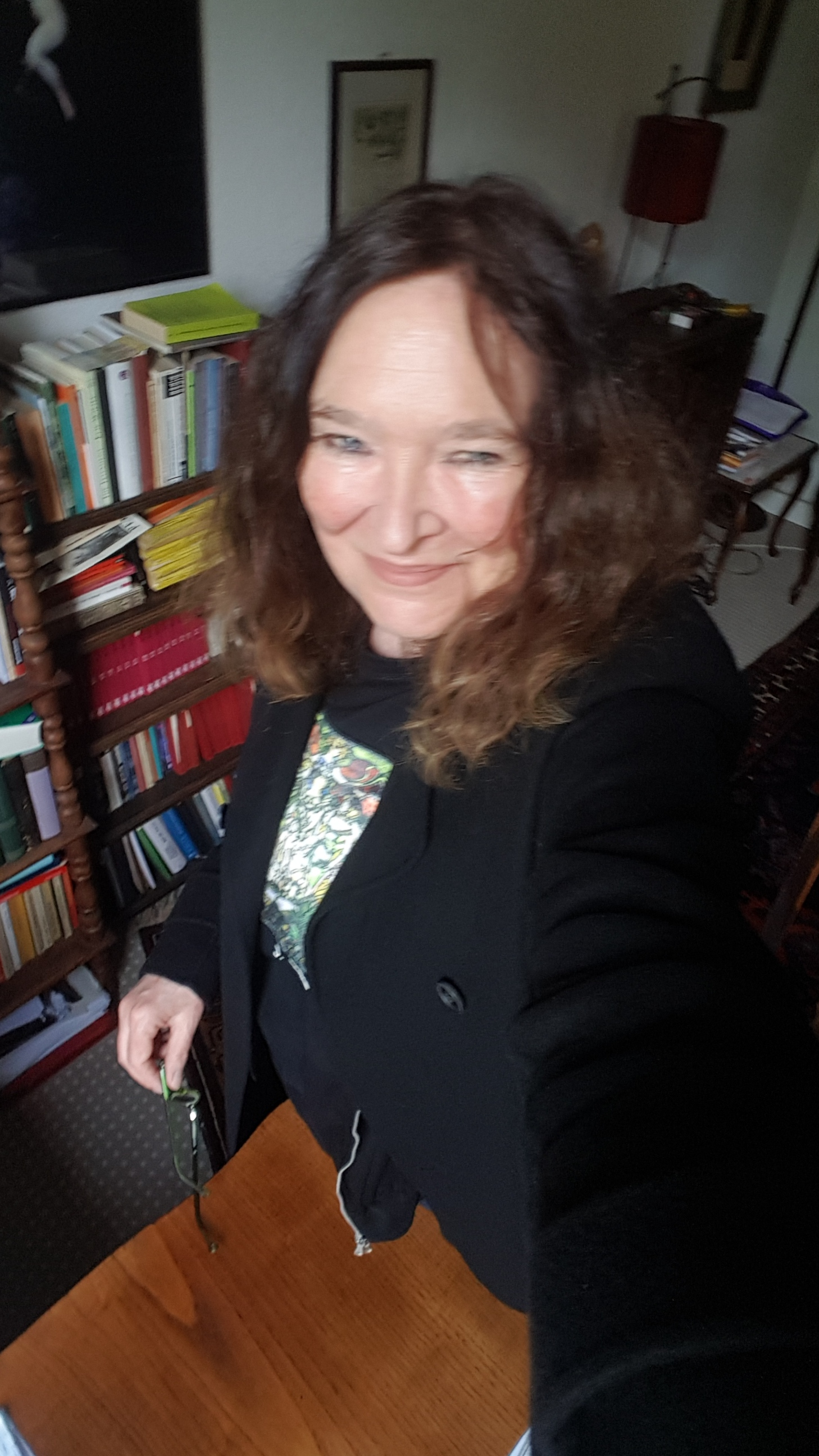
Barbara Bogen 2025

Barbara Bogen (geboren am 19. Oktober 1959 in Bremen) ist eine deutsche Hörfunkautorin und Kulturkritikerin.

## Leben
Nach dem Abitur in Bremen absolvierte sie ein einjähriges Praktikum am Theater am Goetheplatz Bremen in den Bereichen Regie, Bühnen- und Kostümbild.
Ab 1981 Studium der Theaterwissenschaft, Kunstgeschichte und Neueren Deutschen Literatur an der Ludwig-Maximilians-Universität München. Magister Artium 1986.
1985 Beginn der Rundfunkarbeit als freie Hörspiellektorin bei Radio Bremen
Seit 1988 Feste freie Mitarbeiterin des Bayerischer Rundfunks in München (Redaktion Kulturkritik) und Nürnberg (Redaktion Feature).
Zahllose Texte für ARD und Deutschlandfunk, Theater- und Kunstkritik, Hörbilder, Features, literarische Essays. Sie lebt in Nürnberg und Krakau.

## Auszeichnung
1998 Wolfram-von-Eschenbach-Förderpreis für Literatur.

## Auswahl an Sendungen
- „Schweigen ist wenn dem Lauschen nichts begegnet“, über ein ungewohntes Phänomen der Stille in einem nervösen Zeitalter (Bayerischer Rundfunk und Deutschlandradio) 1998
- „Metamorphosen“. Verwandlungen zweitausend Jahre nach Ovid (Bayerischer Rundfunk und Deutschlandradio) 1999
- „Aus dem Nachtbuch eines Melancholikers“- Über das Ende der Melancholie im digitalen Zeitalter (Bayerischer Rundfunk und Deutschlandradio) 2000
- „Der deutsche Schatten“- Zum psychologischen Generationentransfer und den späten seelischen Folgen des Nationalsozialismus. (Bayerischer Rundfunk 2002)
- „Jüdische Visionen in Europa“. Europäische Zukunft oder Vergangenheitsbewältigung? Anlässlich einer Tagung auf dem ehemaligen Reichsparteitagsgelände Nürnberg (Bayerischer Rundfunk) 2004

## Künstlerporträts für Hörfunk und Film
- „Ich bin gern im Nirgendwo“. Über den polnischen Dichter und Essayisten Adam Zagajewski (Bayerischer Rundfunk) 2015
- „Kunst und Widerstand“- Über Anna-Maria Potocka, Direktorin des Krakauer MOCAK Museum of Contemporary Art Krakow. (Bayerischer Rundfunk)2019
- „Das Wichtigste am Rande“. Porträt des Nürnberger Malers Manfred Hürlimann. Film -Medienpraxis Fürth. Gemeinsam mit Julia Thomas und Thomas Steigerwald 2019[3]
- „Ja, ich bin in Sorge“. Über die 1924 geborene jüdische Wirtschaftsjournalistin und Schriftstellerin Ruth Weiss (Bayerischer Rundfunk) 2020

## Texte und Essays für Kunstkataloge und Buchpublikationen
- „Der verloren gegangene Weltbürger“ in: Von der Moderne der Renaissance. Herausgegeben von Hermann Glaser und Rainer Lindenmann. Anthologie. Ars Vivendi-Verlag 1996.
- Botond. Schlaf. Sommeil. In „Botonds Traum“. Nürnberg 2005
- „Von wegen Säcke“. In Botond. Das künstlerische Werk. 2012
- „Der schwache Kern“. Essay. Schwarze Pädagogik, Kinderdepression und Peinlichkeit in der Kunst von Peter Land. Absolute Perfection. Hatje Cantz-Verlag 2013[4]
- „Chuzpe gegen Grauschleier“. Nürnberg und die Bewerbung zur Kulturhauptstadt 2025. Essay. In: Kulturstadt Nürnberg. Herkunft und Zukunft in Europa. Schrenk-Verlag 2019

## Radio-Features über jüdisches Leben
- „Tu den Mund auf für die Anderen“. 70 Jahre Gesellschaft für Christlich-Jüdische Zusammenarbeit in Franken. Bayerischer Rundfunk. 2020[5]
- „Wir sind ganz normale Menschen.“ Jüdisches Leben heute. Bayerischer Rundfunk. 2021[6]
- „Über-Lebenskomik“ Der Jüdische Witz. Eine Spurensuche in Deutschland und Österreich mit einem Blick nach Israel. Radio-Revue. Bayerischer Rundfunk 2021[7]
- „Der Andere bin ich“. Über Antisemitismus als Projektionsraum. Psychologische Hintergründe der Judenfeindlichkeit. Bayerischer Rundfunk 2023[8]

## Weitere Quellen
- Mystik am Abgrund
- Nürnberger Epitaphienkunst gestern und heute
- „Leben? Oder Theater?“
- Wandern zwischen allen Welten
- Salt Years
- Ein Maler, der die Erzählung verweigert
- Ein Künstler im Ringen mit sich selbst
- Wege in die Moderne
- Verschachtelte Welten
- Beobachterin der globalisierten Welt
- Politik, in Fantasie verpackt
- Freiheits-Künstler in der Berlinischen Galerie
- Premierenstart im neuen Haus
- „Manns-Bilder“
- Apelles am Fürstenhof